# Уйма-Мала
Уйма-Мала (пол. Ujma Mała) — село в Польщі, у гміні Осенцини Радзейовського повіту Куявсько-Поморського воєводства.
Населення — 59 осіб (2011).
У 1975-1998 роках село належало до Влоцлавського воєводства.

## Демографія
Демографічна структура станом на 31 березня 2011 року:
|          | Загалом | Допрацездатний вік | Працездатний вік | Постпрацездатний вік |
| -------- | ------- | ------------------ | ---------------- | -------------------- |
| Чоловіки | 31      | 9                  | 18               | 4                    |
| Жінки    | 28      | 5                  | 17               | 6                    |
| Разом    | 59      | 14                 | 35               | 10                   |